# البارجة اليابانية ميكاسا
البارجة اليابانية ميكاسا هي سفينة من نوع بوارج ما قبل المدرعات بنيت لصالح البحرية الإمبراطورية اليابانية أواخر القرن ال19، كانت سفينة هيهاتشيرو توغو أثناء الحرب الروسية اليابانية وهي حالياً متحف.